# ミルティン・ヴィドサヴリェヴィッチ
ミルティン・ヴィドサヴリェヴィッチ（Milutin Vidosavljević (セルビア語: Милутин Видосављевић、2001年2月21日 - ）は、セルビア・ベオグラード出身のプロサッカー選手。ポジションは、フォワード。

## クラブ歴
2017年9月24日、FKボラツ・チャチャク戦でセルビア・スーペルリーガデビューを果たした。